# 체르니히우주

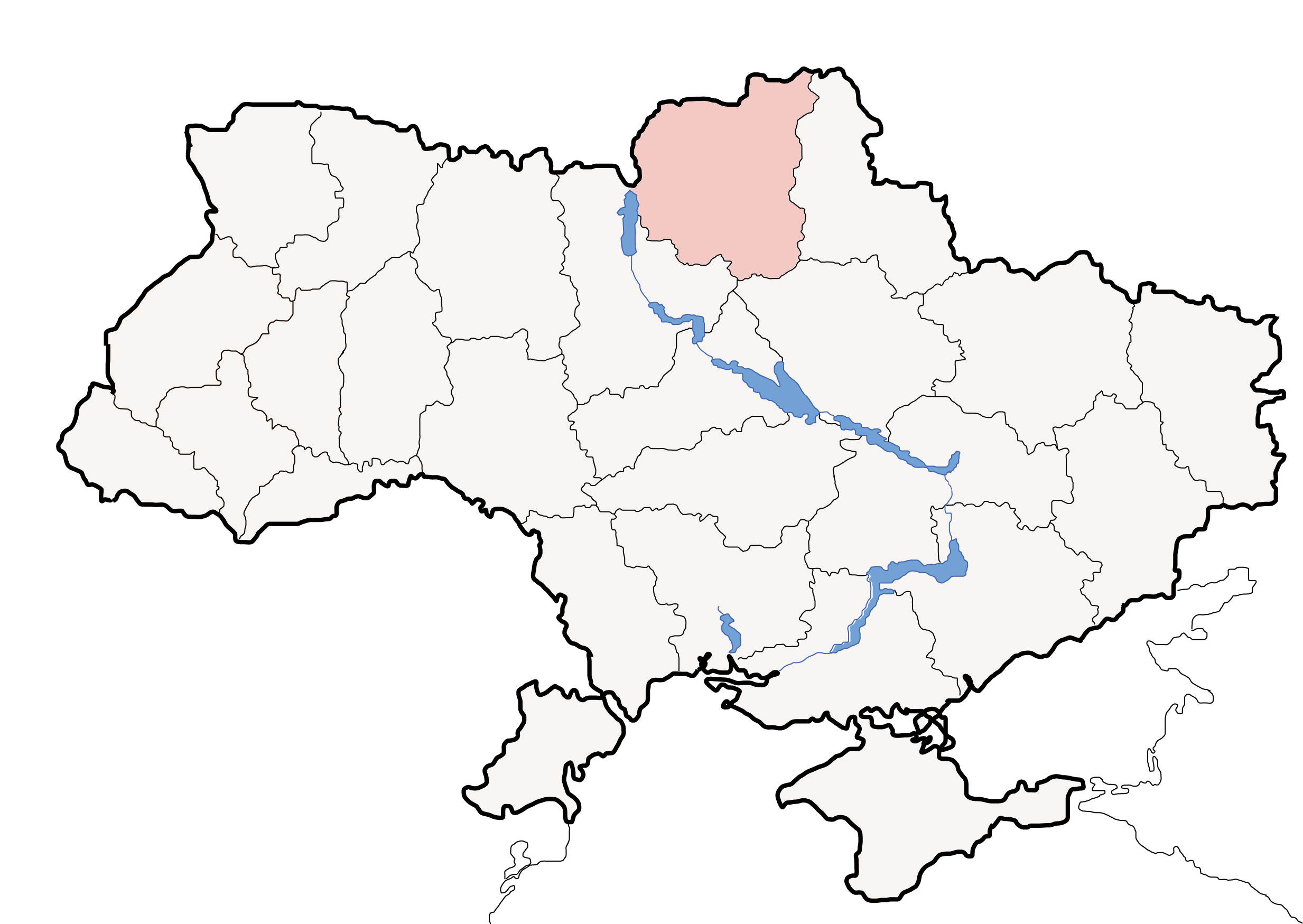
체프니히우 주의 위치

체르니히우주(우크라이나어: Чернігівська область)는 우크라이나 북동부에 위치한 주로 주도는 체르니히우이며 면적은 31,865km2, 인구는 1,156,609명(2006년 기준)이다.

주기
주 문장

## 지리
서쪽으로는 키예프주와 드니프로강, 남쪽으로는 폴타바주, 동쪽으로는 수미주, 북쪽과 북서쪽으로는 벨라루스 호멜 주, 북동쪽으로는 러시아 브랸스크주와 접한다.

## 역사
1932년 10월 15일 소비에트 연방 우크라이나 소비에트 사회주의 공화국의 주로 생겨났다.

### 중요 도시
- 바흐마치
- 체르니히우 (주도)
- 코리우키우카
- 코젤레츠
- 리우베치
- 니진
- 노우호로드시베르스키
- 프릴루키

## 인구
주민의 대부분은 우크라이나인이지만, 북부 지역에는 소수의 벨라루스인과 러시아인들이 거주하고 있다.

## 경제
체르니히우주의 경제는 석유 및 천연가스 추출, 차량, 기계 산업에 초점을 두고 있다.